# Kikvidzensky (huyện)
Huyện Kikvidzensky (tiếng Nga: ? райо́н) là một huyện hành chính tự quản (raion), của Tỉnh Volgograd, Nga. Huyện có diện tích 2082 kilômét vuông, dân số thời điểm ngày 1 tháng 1 năm 2000 là 19400 người. Trung tâm của huyện đóng ở Kikvidze.